# Вибори до Севастопольської міської ради 2010
Вибори до Севастопольської міської ради 2010 — вибори до Севастопольської міської ради, що відбулися 31 жовтня 2010 року. Вибори пройшли за змішаною системою. 

## Результати виборів

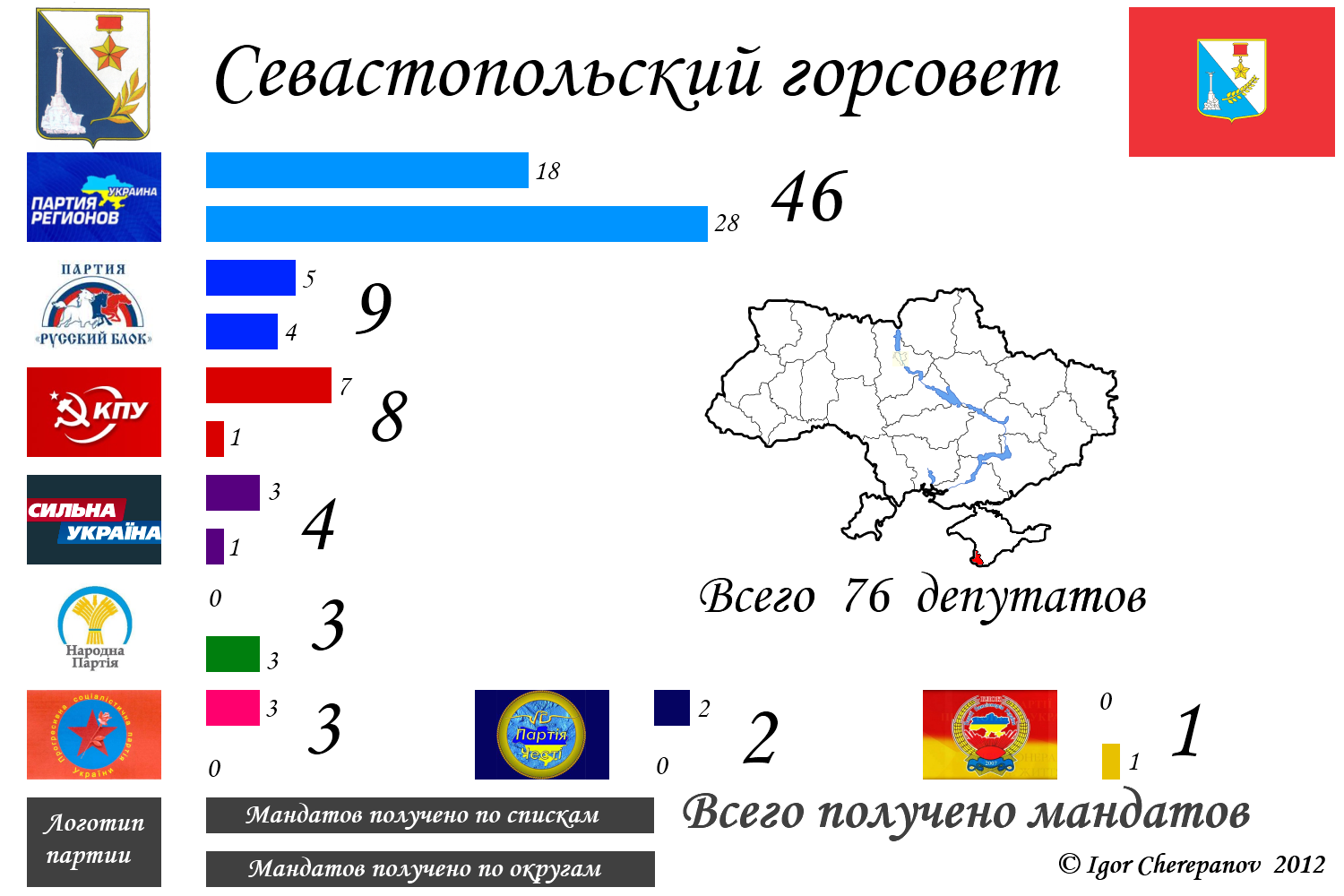
Результати виборів до Севастопольської міської ради

### Голосування за списки партій
| № | Партія чи блок                           | Голосів «За» | У %    | +/- відсотків у порівнянні з попередніми виборами | Місць |
| - | ---------------------------------------- | ------------ | ------ | ------------------------------------------------- | ----- |
| 1 | Партія регіонів                          | 40621        | 32,08% | -11,61%                                           | 18    |
| 2 | Комуністична партія України              | 16700        | 13,19% | +8,42%                                            | 7     |
| 3 | Руський блок                             | 11245        | 8,88%  | +3,67%                                            | 5     |
| 4 | Прогресивна соціалістична партія України | 6522         | 5,15%  | -3,09%                                            | 3     |
| 5 | Сильна Україна                           | 6404         | 5,06%  |                                                   | 3     |
| 6 | Партія честі                             | 4804         | 3,79%  |                                                   | 2     |
|   | Проти всіх                               | 9454         | 7,47%  | —                                                 | —     |
|   | Недійсні бюлетені                        | 3545         | 2,80%  | —                                                 | —     |
|   | В цілому                                 | 126614       | 100%   |                                                   | 38    |

### Одномандатні округи
| № | Партія                      | Здобуто місць |
| - | --------------------------- | ------------- |
| 1 | Партія регіонів             | 28            |
| 2 | Руський блок                | 4             |
| 3 | Народна партія              | 3             |
| 4 | Комуністична партія України | 1             |
| 4 | Сильна Україна              | 1             |
| 4 | Партія пенсіонерів України  | 1             |

### Загальні підсумки здобутих партіями місць
| № | Партія                                   | Здобуто місць |
| - | ---------------------------------------- | ------------- |
| 1 | Партія регіонів                          | 46            |
| 2 | Руський блок                             | 9             |
| 3 | Комуністична партія України              | 8             |
| 4 | Сильна Україна                           | 4             |
| 5 | Прогресивна соціалістична партія України | 3             |
| 5 | Народна партія                           | 3             |
| 7 | Партія честі                             | 2             |
| 8 | Партія пенсіонерів України               | 1             |